# Lijst van kubistische kunstenaars
Hieronder volgt een overzicht van kubistische kunstschilders en beeldhouwers, in chronologische volgorde gerangschikt die behoren bij het kubisme:

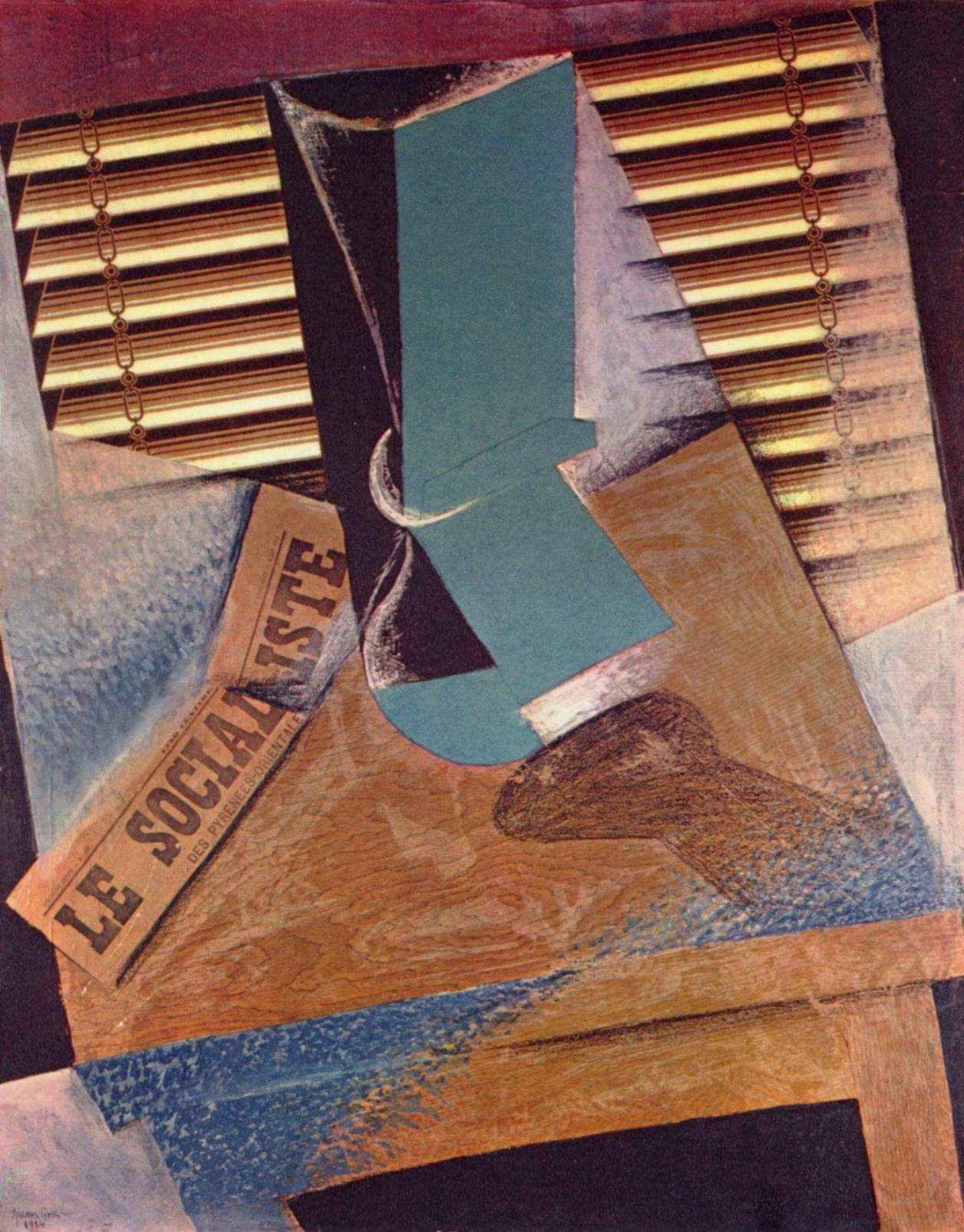
The Sunblind van Juan Gris, 1914, Tate Gallery

- Lyonel Feininger  1871-1956
- Jacques Villon  1875-1963
- Raymond Duchamp-Villon  1876-1918
- Kasimir Malevich  1878-1935
- Maria Blanchard  1881-1932
- Patrick Henry Bruce  1881-1936
- Albert Gleizes  1881-1953
- Natalja Gontsjarova  1881-1962
- Fernand Léger  1881-1955
- Michail Larionov  1881-1964
- Henri Le Fauconnier  1881-1946
- Pablo Picasso  1881-1973
- Georges Braque  1882-1963
- Louis Marcoussis  1883-1941

- Jean Metzinger  1883-1956
- Gino Severini  1883-1966
- Robert Delaunay  1885-1941
- Roger de la Fresnaye  1885-1925
- Henri Laurens  1885-1954
- André Lhote  1885-1962
- Marthe Donas 1885-1967
- Diego Rivera  1886-1957
- Alexander Archipenko  1887-1964
- Juan Gris  1887-1927
- Henri Gaudier-Brzeska  1891-1915
- Jacques Lipchitz  1891-1973
- Elene Achvlediani  1898-1975
- Ismael Nery 1900-1934